# Cryptoniscus planarioides
Cryptoniscus planarioides is een pissebed uit de familie Cryptoniscidae. De wetenschappelijke naam van de soort is voor het eerst geldig gepubliceerd in 1864 door F. Müller.